# No. 9 Squadron RAF
Il Number 9 Squadron (noto anche come No. IX (Bomber) Squadron o No. IX (B) Squadron) è uno squadrone da attacco al suolo della Royal Air Force. Istituito l'8 dicembre 1914 presso Saint-Omer, Francia, è il più vecchio squadrone britannico del suo tipo ancora attivo.
Dal primo aprile 2019 è equipaggiato con gli Eurofighter Typhoon FGR.4 ed ha sede presso la base aerea di Lossiemouth, nell'alta Scozia.
Lo squadrone, insieme al 617° Squadron, prese parte il 12 novembre 1944 all'operazione Catechism, la vittoriosa missione della RAF incentrata sull'affondamento della corazzata tedesca Tirpiz.

## Storia

### Prima guerra mondiale
Il No. 9 Squadron fu formato l'8 dicembre 1914 a Saint-Omer (Francia), divenendo il primo squadrone formato fuori dal Regno Unito, come parte del distaccamento del HQ Wireless Flight del Royal Flying Corps (RFC). Conosciuto come No. 9 (Wireless) Squadron, aveva il compito di sviluppare l'uso della radio per missioni di ricognizione attraverso l'avvistamento dell'artiglieria. Ciò durò fino al 22 marzo 1915, quando lo squadrone fu sciolto e il suo equipaggiamento fu disperso tra il II°, il V°, il 6° e il 16º squadrone.
Lo squadrone venne riattivato a Brooklands il 1° aprile 1915 sotto il comando del maggiore Hugh Dowding, futuro comandante del RAF Fighter Command durante la battaglia d'Inghilterra, come squadrone di addestramento radiofonico, pilotando il Farman MF.7, il Blériot XI e il Royal Aircraft Factory B.E. 2s. I Bats si trasferirono a Dover il 23 luglio, riattrezzandosi con il Royal Aircraft Factory B.E.8a, l'Avro 504 e un singolo Martinsyde S.1, prima di tornare a Saint-Omer il 12 dicembre dello stesso anno come squadrone di cooperazione dell'esercito. Il 24 dicembre venne trasferito a Bertangles, iniziando il 17 gennaio 1916 le missioni di bombardamento con il B.E.2c. Volò in missioni di ricognizione e avvistamento di artiglieria durante la battaglia della Somme nel 1916, assistendo il XIII Corpo dal primo giorno. Successivamente operò durante la seconda battaglia di Arras nel 1917.
Nel maggio del 1917 lo squadrone si riattrezzò con i Royal Aircraft Factory R.E.8, utilizzandoli per l'avvistamento di artiglieria e pattuglie di contatto durante la battaglia di Passchendaele, durante la quale subì 57 vittime, ed effettuando operazioni di bombardamento tattico a corto raggio in risposta all'offensiva primaverile tedesca nel marzo del 1918. Anche se iniziò a ricevere Bristol Fighters nel luglio 1918, scartò completamente i suoi R.E.8 alla fine della guerra. Lo squadrone tornò nel Regno Unito nell'agosto del 1919, dove venne assegnato alla base aerea di Castle Bromwich dove ci rimase fino al suo secondo scioglimento avvenuto il 31 dicembre 1919.

### Tra le guerre
La vita dello squadrone come unità bombardiere iniziò il 1 aprile 1924, riformandosi presso la base aerea di Upavon, trasferendosi rapidamente alla base di Manston, con il Vickers Vimy. Meno di un anno dopo, lo squadrone si riattrezzò con il bombardiere pesante Vickers Virginia, occasionalmente integrato dall'aereo da trasporto Vickers Victoria, che mantenne fino a quando non fu sostituito dall'Handley Page Heyford nel 1936.
Il distintivo dello squadrone fu approvato dal re Edoardo VIII nel 1936, uno dei pochi ad essere introdotto durante il suo breve regno. Il distintivo riflette lo sviluppo dello squadrone come unità specializzata nelle operazioni notturne ed è un delicato gesto in direzione del maresciallo dell'aeronautica Hugh "Boom" Trenchard, ampiamente riconosciuto come il fondatore della RAF come forza militare indipendente, che una volta notoriamente osservò "Solo i pipistrelli e gli imbecilli volano di notte!" L'emblema dello squadrone è quindi un pipistrello con il motto "Per Noctem Volamus" (in italiano: Voliamo di notte).
Il 31 gennaio 1939, il No. 9 Squadron divenne il terzo squadrone della RAF a ricevere il moderno monoplano Vickers Wellington, quando il loro primo Wellington arrivò alla base aerea di Stradishall, raggiungendo la piena forza entro aprile.

### Seconda guerra mondiale

#### 1939–1943

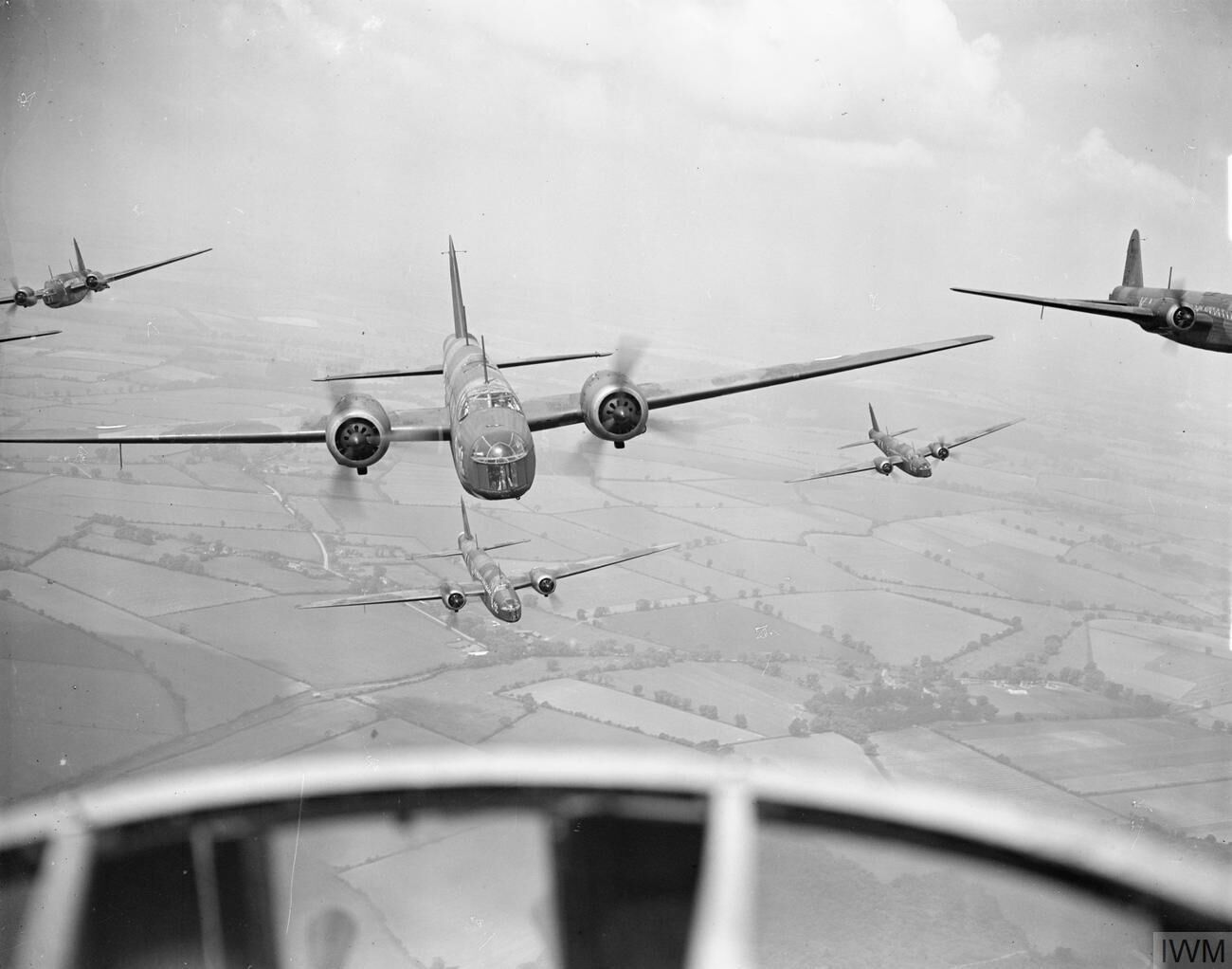
Dei Vickers Wellington Mk.Is del No. 9 Squadron, in missione nella seconda guerra mondiale, volando in formazione.

Allo scoppio della seconda guerra mondiale l'unità era equipaggiata, una delle poche dotate di aerei moderni, con il bombardiere Vickers Wellington e aveva sede alla base aerea di Honington. Nel settembre del 1942, in seguito al trasferimento dello squadrone alla base aerea di Waddington, l'unità si convertì ai nuovi Avro Lancaster.
Il 4 settembre 1939, i Wellington e gli equipaggi dello squadrone furono i primi a colpire il nemico, i primi a impegnarsi in un duello aereo, forse i primi ad abbattere un aereo nemico, i primi ad essere abbattuto da uno e, verso la fine della guerra, il primo a colpire la corazzata tedesca Tirpitz con la bomba Tallboy da 12.000 libbre (quasi 5.500kg), un risultato ottenuto dall'equipaggio di un Avro Lancaster alla sua 102ª operazione con lo squadrone.
Il nono squadrone combatté con il RAF Bomber Command in Europa durante tutta la seconda guerra mondiale, prendendo parte a tutti i principali raid e grandi battaglie, dimostrandosi pioniere e dimostrando nuove tattiche ed equipaggiamenti, producendo molte delle figure di spicco della "grande fuga", come Les 'Cookie' Long, così come i detenuti di Colditz, incluso il leggendario tenente di volo Dominic Bruce, ideatore della famosa fuga della 'cassa del tè'. Il No. 9 Squadron uno dei due squadroni specializzati ad attaccare bersagli di precisione con la bomba Tallboy e, il 25 aprile 1945, guidò l'ultimo raid principale, a Berchtesgaden.

#### L'affondamento della Tirpitz (1944)
In seguito all'affondamento della gemella Bismarck, la corazzata Tirpitz venne spostata in un fiordo nel nord della Norvegia dove minacciava i convogli artici ed era strategicamente troppo a nord per essere attaccata dall'aviazione britannica. La corazzata della Kriegsmarine era già stata danneggiata da un attacco di un sottomarino tascabile della Royal Navy e da un secondo attacco da parte di aerei provenienti dalle portaerei della Fleet Air Arm. L'incarico di affondarla fu affidato agli squadroni n. 9 e n. 617 che, operando da una base in Unione Sovietica, attaccarono la Tirpitz con bombe Tallboy che la danneggiarono così gravemente che fu inviata a Tromsø per essere utilizzata come batteria galleggiante. Questo fiordo era nel raggio d'azione dei bombardieri che operavano dalla Scozia. Lì, in ottobre, da una base in scozzese venne nuovamente attaccata. Infine, il 12 novembre 1944, i due squadroni attaccarono di nuovo la corazzata classe Bismarck. Le prime bombe mancarono il bersaglio, ma gli aerei successivi segnarono tre colpi diretti in rapida successione provocando il capovolgimento della nave. Tutti e tre gli attacchi della RAF sulla nave furono guidati dal Wing Commander J. B. "Willy" Tait, succeduto al Cheshire come comandante del No. 617 Squadron nel luglio del 1944. Entrambi gli squadroni affermano che furono le loro bombe ad affondare effettivamente Tirpitz, tuttavia fu la bomba sganciata da un Lancaster WS-Y (LM220) del nono squadrone, pilotato dal flying officer Dougie Tweddle, a cui viene attribuito l'affondamento della nave da guerra tedesca.
Il flying officer (F/O) Tweddle venne insignito della Distinguished Flying Cross (DFC) per il suo ruolo nelle operazioni contro la Tirpitz. La citazione dell'onorificenza cita quanto segue: 
(Distinguished Flying Cross)

#### Paratia della Tirpitz

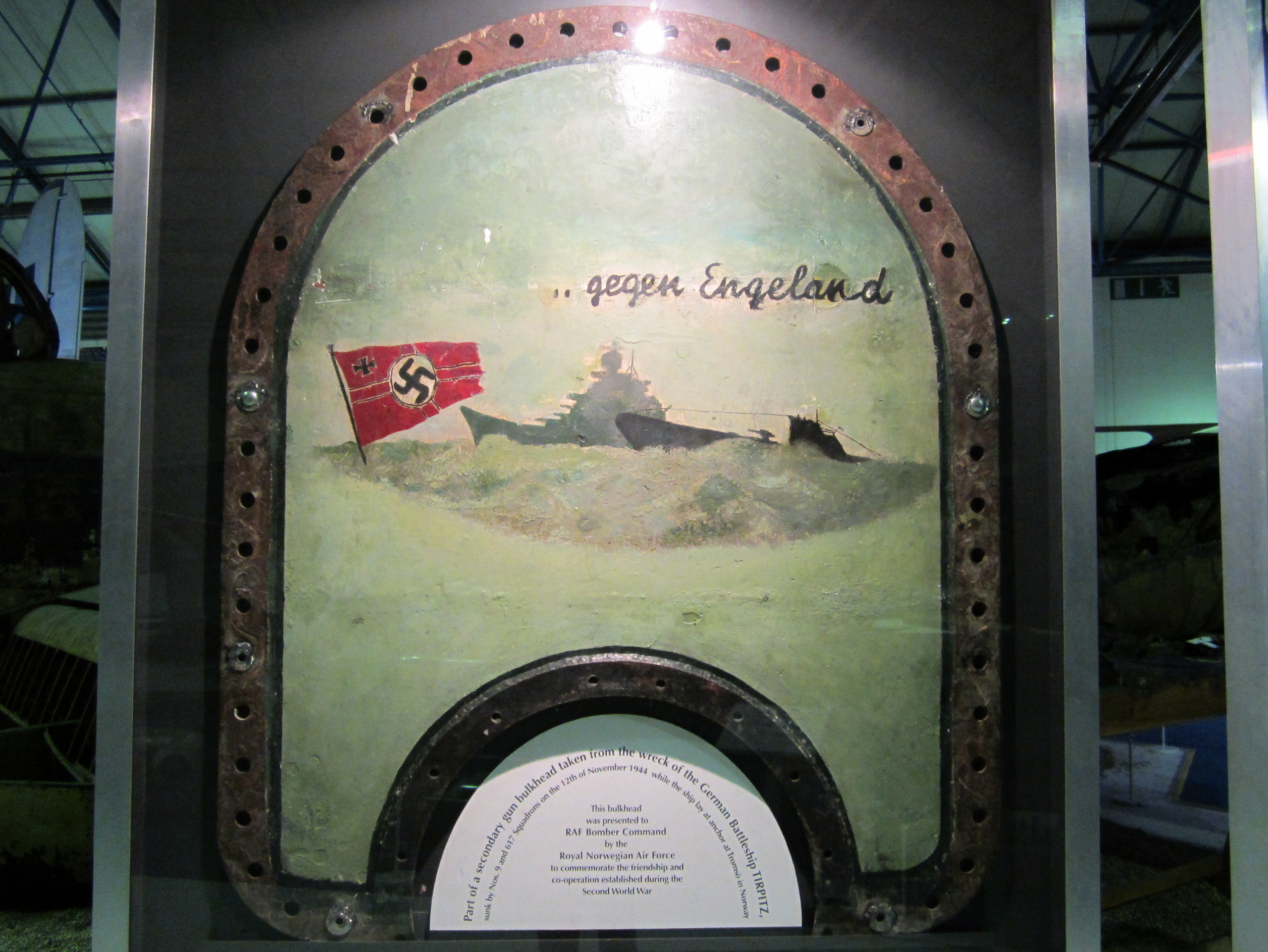
La paratia Tirpitz esposta al Bomber Command Museum.

Poiché l'affondamento della Tirpitz fu attribuito allo squadrone n. IX (B), si sviluppò un'intensa rivalità tra esso e lo squadrone n. 617 (noto anche come Junior Squadron). La paratia Tirpitz, che fu presentata al Comando Bombardieri dalla Kongelige Norske Luftforsvaret in commemorazione dell'amicizia e della cooperazione durante la seconda guerra mondiale, fu di particolare interesse poiché entrambi gli squadroni "possedevano" la paratia in vari momenti fino al 2002, quando la paratia presentata al Bomber Command Museum.

#### 1945

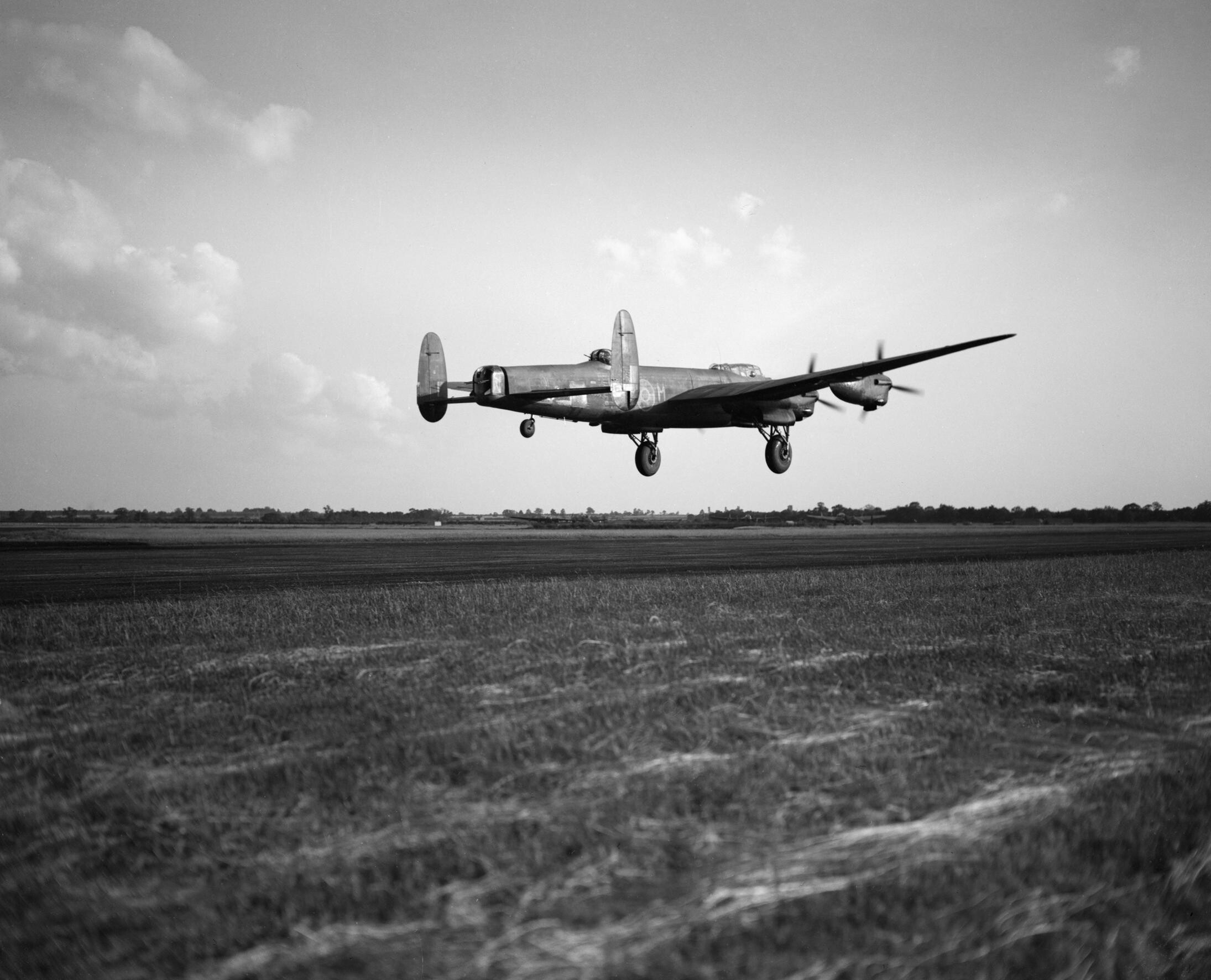
Un Avro Lancaster B.3, ED831 'WS-H', del No. 9 Squadron in decollo dalla base aerea di Bardney, Lincolnshire, per un raid sugli stabilimenti Zeppelin a Friedrichshafen, in Germania.

Il 25 aprile 1945, il No. 9 Squadron volò la sua ultima missione operativa della guerra quando, insieme al No. 617 Squadron, attaccò Obersalzberg, prendendo di mira il Berghof, il Nido dell'Aquila (residenza estiva di Adolf Hitler) e le caserme locali delle SS. Parteciparono 17 Lancaster del non squadrone, di cui 11 bombardarono l'obiettivo primario e uno un ponte locale. Con la fine della guerra in Europa, il No. IX Squadron fu assegnato alla "Tiger Force", composta da più squadroni del Bomber Command, con l'intenzione di colpire l'Impero giapponese. Tuttavia, a causa dei bombardamenti atomici di Hiroshima e Nagasaki nell'agosto del 1945, la guerra terminò prima che potesse essere portata avanti, sebbene il No. IX Squadron fu schierato in India per svolgere lavori di ricognizione aerea fino all'aprile 1946.

### Dopoguerra
Dopo la guerra, i Lancaster furono sostituiti dagli Avro Lincoln fino al 1952, quando lo squadrone si riequipaggiò con bombardieri a reazione English Electric Canberra B.2. Questi aerei furono utilizzati durante i tre mesi di operazioni in Malesia nel 1956 e durante la crisi di Suez. Successivamente, il 3 luglio 1961, il No. IX Squadron fu sciolto.
Nemmeno un anno dopo, il 1 marzo 1962, venne riattivato, assegnato alla base aerea di Coningsby e equipaggiato con i nuovi Avro Vulcan B.2, venendo inquadrato nella V-Force del RAF Bomber Command.

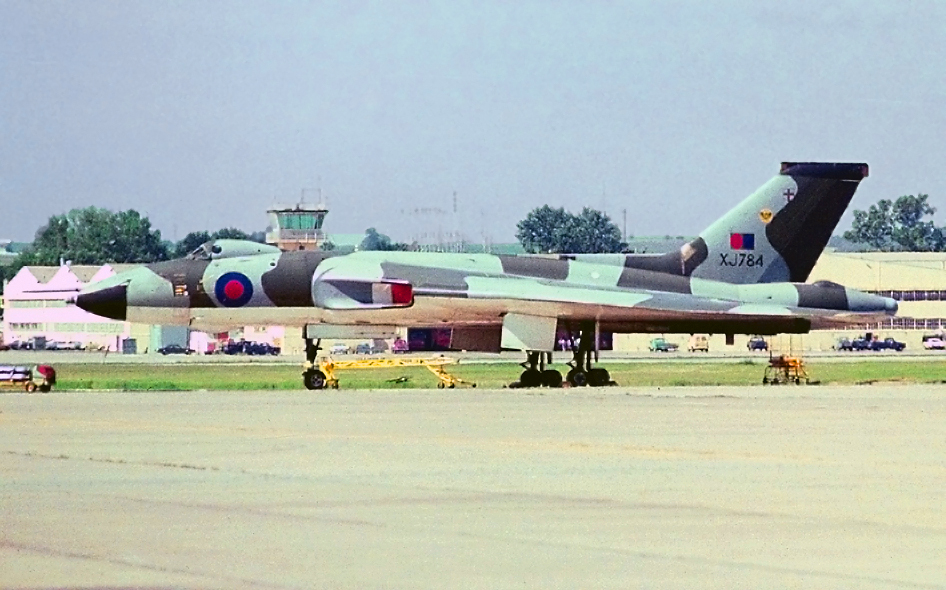
Un Avro Vulcan B.2 del No. IX (B) Squadron fermo alla base aerea di Offutt nel 1976.

I loro Vulcan furono equipaggiati alla fine del 1966 con bombe nucleari di tipo WE.177 presso la base aerea di Cottesmore nel ruolo di penetrazione a basso livello e assegnati al SACEUR, prima di trascorrere sei anni nello stesso ruolo dal 1969 al 1974 presso la base aerea di Akrotiri, a Cipro, come parte della Near East Air Force Wing (NEAF), dove lo squadrone faceva parte dell'impegno del Regno Unito nei confronti dell'alleanza "CENTO". Gli anni 1975-82 furono trascorsi presso la base aerea di Waddington, nuovamente assegnato alla SACEUR, e ancora equipaggiato con bombe nucleari WE.177 nel ruolo di penetrazione a basso livello prima di essere, per la quinta volta, sciolto nell'aprile 1982.

### Tornado GR (1982–2019)

#### 1982–1990: da Honington a Brüggen
All'inizio del 1982, sotto il comandante P.J. Gooding, il No. IX (B) Squadron iniziò a formarsi presso la base aerea di Honington, nel Suffolk, ricevendo il suo primo Panavia Tornado GR.1 (ZA586) il 6 di gennaio. La prima sortita del Tornado GR.1 dello squadrone venne effettuata dalla base aerea di Honington il 6 aprile dello stesso anno. Il No. 9 Squadron venne ufficialmente riformato il primo giugno, diventando così il primo squadrone equipaggiato con Tornado operativo al mondo. Il nono squadrone fu nuovamente equipaggiato con bombe nucleari di tipo WE.177, tramandate dalle forze del Vulcan. Lo squadrone fu ufficialmente dichiarato pronto al combattimento al SACEUR nel gennaio del 1983. Il 27 settembre 1983 lo squadrone subì la prima perdita di un Tornado della RAF, quando il velivolo, con matricola ZA586, subì un guasto elettrico completo causando al pilota, il Sqn. Ldr. M. Stephens, problemi nell'espulsione. Il navigatore, il Flt. Lt. N. Nickles, riuscì ad eiettarsi in sicurezza dall'aereo, mentre il pilota, a causa del malfunzionamento nel sistema di espulsione, morì nell'impatto.
Durante la permanenza alla base aerea di Honington, i Tornado dello squadrone apparvero nel video di reclutamento della RAF del 1985, prodotto dal Central Office of Information. Il film presenta un esercizio di addestramento in cui gli equipaggi dei Tornado preparano ed eseguono un attacco su un sito missilistico terra-aria costiero. Il 1 ° ottobre 1986, il nono squadrone si trasferì a alla base aerea di Brüggen come parte della RAF Germany, diventando il quarto squadrone Tornado ad avere sede lì.

#### 1991–1998: Op. GRANBY, 1991

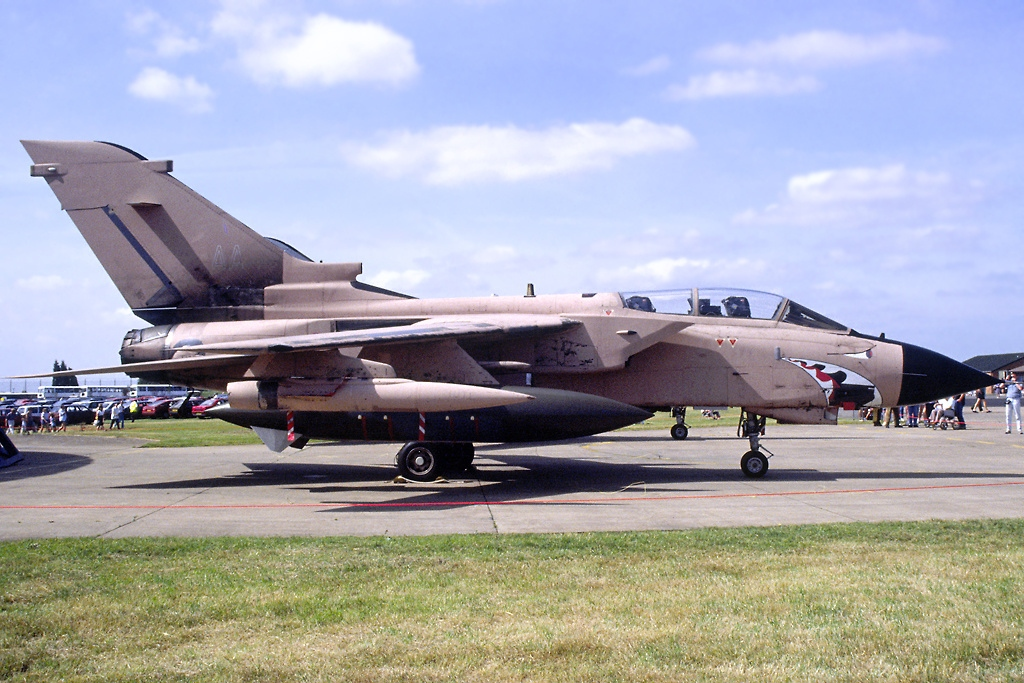
Un Panavia Tornado GR1 del No. IX (B) Squadron con i colori utilizzati durante la guerra del Golfo, base aerea di Alconbury, 1991.

In vista della prima guerra del Golfo nel 1990, il personale dello squadrone fu schierato nella base aerea di Tabuk e nell'aeroporto di Dhahran in Arabia Saudita, nonché nell'aeroporto di Muharraq in Bahrein. Nell'ambito dell'operazione Granby, gli equipaggi di queste basi effettuarono le loro prime sortite il 17 gennaio 1991, con lo scopo di ottenere la superiorità aerea sullo spazio aereo iracheno. I bombardamenti iniziali si concentrarono sulle basi aeree irachene con i Tornado GR.1 che lanciavano bombe non guidate da 1000 libbre (circa 450kg) e JP233 per distruggere le piste. Il 20 gennaio, lo squadrone perse il Tornado GR.1, con numero di matricola ZD893, vicino a Tabuk quando la sua colonna di controllo non ha rispose correttamente poco dopo il decollo. Dopo aver gettato in mare le scorte esterne, l'equipaggio tentò inutilmente due atterraggi costringendoli ad espellersi. Nel corso dell'intera campagna, il No. 9 Squadron effettuò 200 sortite sganciando 300 bombe da 1000 libbre. Durante il conflitto lo squadrone non subì perdite in combattimento.
In seguito all'Operazione GRANBY, furono istituite zone di interdizione al volo sull'Iraq: Op. WARDEN a partire dal 1991 nel nord e Op. JURAL nel sud nel 1992. No. IX (B) Squadron insieme ad altri squadroni della RAF con sede a Brüggen, i No. 14, 17 e 31, condussero ciascuno periodi di servizio di quattro mesi come parte dell'operazione Jural. Ritornato a casa alla base aerea di Brüggen dopo l'operazione Granby, lo squadrone continuò a mantenere il proprio ruolo di unità nucleare fino al 1994.
L'11 maggio 1998, il primo Panavia Tornado GR.4 fu consegnato allo squadrone presente alla base aerea di Brüggen. La Strategic Defense Review del 1998 decise che nel 2001 il nono squadrone, insieme al trentunesimo, si sarebbe trasferito dalla base di Brüggen alla base aerea di Marham, nel Norfolk.

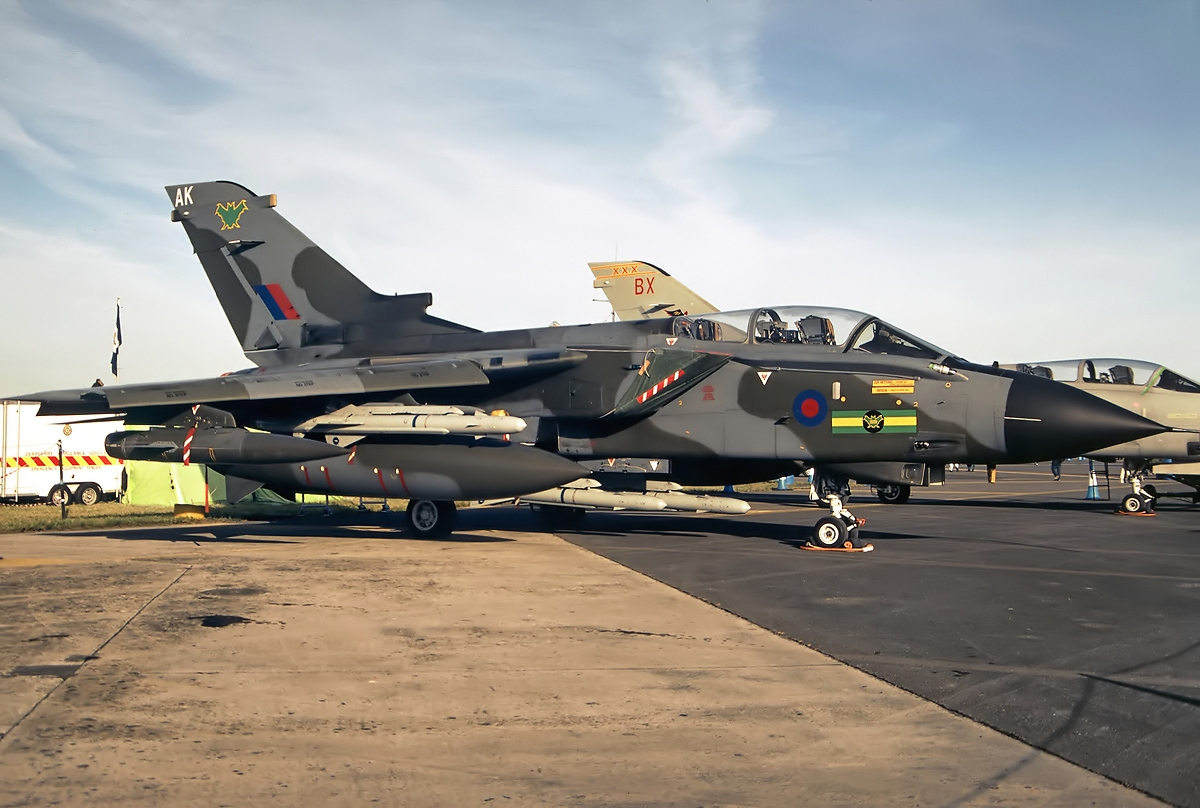
Un Panavia Tornado GR.4 del No. 9 Squadron presso la RAF Fairford, 1998.

#### 1999–2002: Op. ENGADINE, 1999
Nel 1999 il No. IX (B) Squadron prese parte al bombardamento NATO sulla Jugoslavia per liberare il Kosovo, come parte dell'Operazione Engadina (chiamata Operazione Allied Force dalla NATO). Le sortite iniziali furono effettuate dalla base aerea di Brüggen, ma successivamente lo squadrone venne schierato presso la base aerea di Solenzara, in Corsica, insieme al trentunesimo squadrone. Nel 1999 lo squadrone era il primo operativo sui nuovi Panavia Tornado GR.4, consegnati nell'anno precedente.

#### 2003–2009: Op. TELIC, 2003
Sotto il comando del Wing Commander Derek Watson, lo squadrone fece parte del contributo della RAF alla seconda guerra del Golfo (Operazione Telic) dopo essere stato schierato nel febbraio 2003. Gli squadroni n. II (AC), IX (B), XIII, 31 e 617 erano componenti del Tornado GR.4 Wing 1 (1º Stormo Tornado GR.4) con base presso la base aerea di Ali Al Salem, in Kuwait. Lo squadrone subì la sua unica perdita in guerra il 22 marzo 2003 quando uno dei loro aerei fu ingaggiato da una batteria Patriot in Kuwait mentre tornava da una missione. Il pilota, il Flt. Lt. Kevin Barry Main, e il navigatore, il Flt. Lt. David Rhys Williams, furono entrambi uccisi. Immediatamente dopo l'incidente venne affermato che l'equipaggio della RAF non era riuscito ad accendere il faro IFF. Tuttavia, un giornalista statunitense incorporato nell'unità dell'esercito americano che utilizzava la batteria Patriot affermò che "i Patriots stavano erroneamente identificando gli aerei amici come missili balistici tattici nemici".

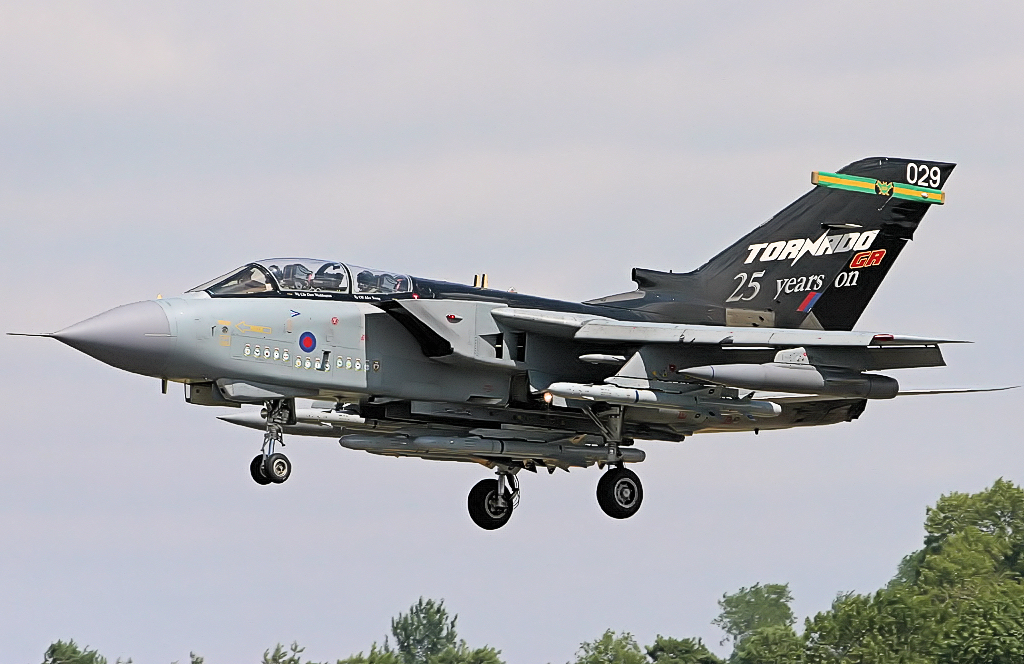
Un Panavia Tornado GR.4 del No. IX (B) Squadron al RIAT del 2007.

Mentre tutti i Tornado GR.4 erano in grado di trasportare il missile anti-radiazioni ALARM, il nono e il trentunesimo squadrone erano specializzati nel ruolo, per il quale erano conosciuti come squadroni "Pathfinder". Dal 2004 al 2010, il No. IX (B) Squadron venne schierato ogni anno a sostegno dell'operazione TELIC.

#### 2010: Op. HERRICK
Lo squadrone vide il suo primo turno di servizio nell'operazione Herrick all'aeroporto di Kandahar, in Afghanistan, all'inizio di gennaio 2010, subentrando al trentunesimo squadrone. I Tornado GR.4 dello squadrone effettuarono sia missioni di supporto aereo ravvicinato (CAS) per le forze di terra, sia missioni di ricognizione multiple utilizzando il RAPTOR (Reconnaissance Airborne Pod for Tornado) e il pod LITENING III. Il No. IX (B) Squadron cedette i propri compiti al No. II (AC) Squadron il 13 aprile dopo un dispiegamento di tre mesi. In quel periodo operò 450 volte, accomulando quasi 1.600 ore di volo e intraprendendo quasi 40 missioni CAS. La penultima tappa del viaggio di ritorno dello squadrone venne completata a bordo della HMS Albion da Santander a causa dell'interruzione del viaggio aereo dopo l'eruzione dell'Eyjafjallajökull del 2010.

#### 2011: Op. ELLAMY
Nel marzo 2011, il No. 9 Squadron fu il primo squadrone equipaggiato con i Tornado della RAF a partecipare all'operazione Ellamy. Lo squadrone eseguì la seconda sortita d'attacco a distanza più lunga nella storia della RAF e la prima ad essere lanciata dalla terraferma del Regno Unito dala seconda guerra mondiale, lanciando attacchi con i missili da crociera Storm Shadow dalla base dello squadrone a Marham e colpendo obiettivi nelle profondità della Libia. Successivamente si schierò a Gioia del Colle, nel Sud Italia, per poter continuare le operazioni da una distanza più ottimale rispetto agli obbiettivi libici. Dopo una breve tregua dall'azione, durante la quale fu sostituito dal No. II (AC) Squadron, lo squadrone fu selezionato per tornare in Puglia. L'equipaggio del No. 9 Squadron si trovava all'interno dello spazio aereo libico il 20 ottobre 2011 quando il conflitto si è concluse con la cattura del colonnello Gheddafi da parte dei combattenti dell'NTC. Lo squadrone fece ritorno alla base il 1º novembre 2011, dopo aver preso parte a una delle operazioni NATO di maggior successo mai condotte (Operazione Unified Protector). Il No. IX (B), II (AC) e il 47º furono gli unici squadroni della RAF a cui venne concesso il diritto di incidere sulle loro bandiere l'onore di battaglia Libya 2011.

#### 2012–2014: Op. HERRICK

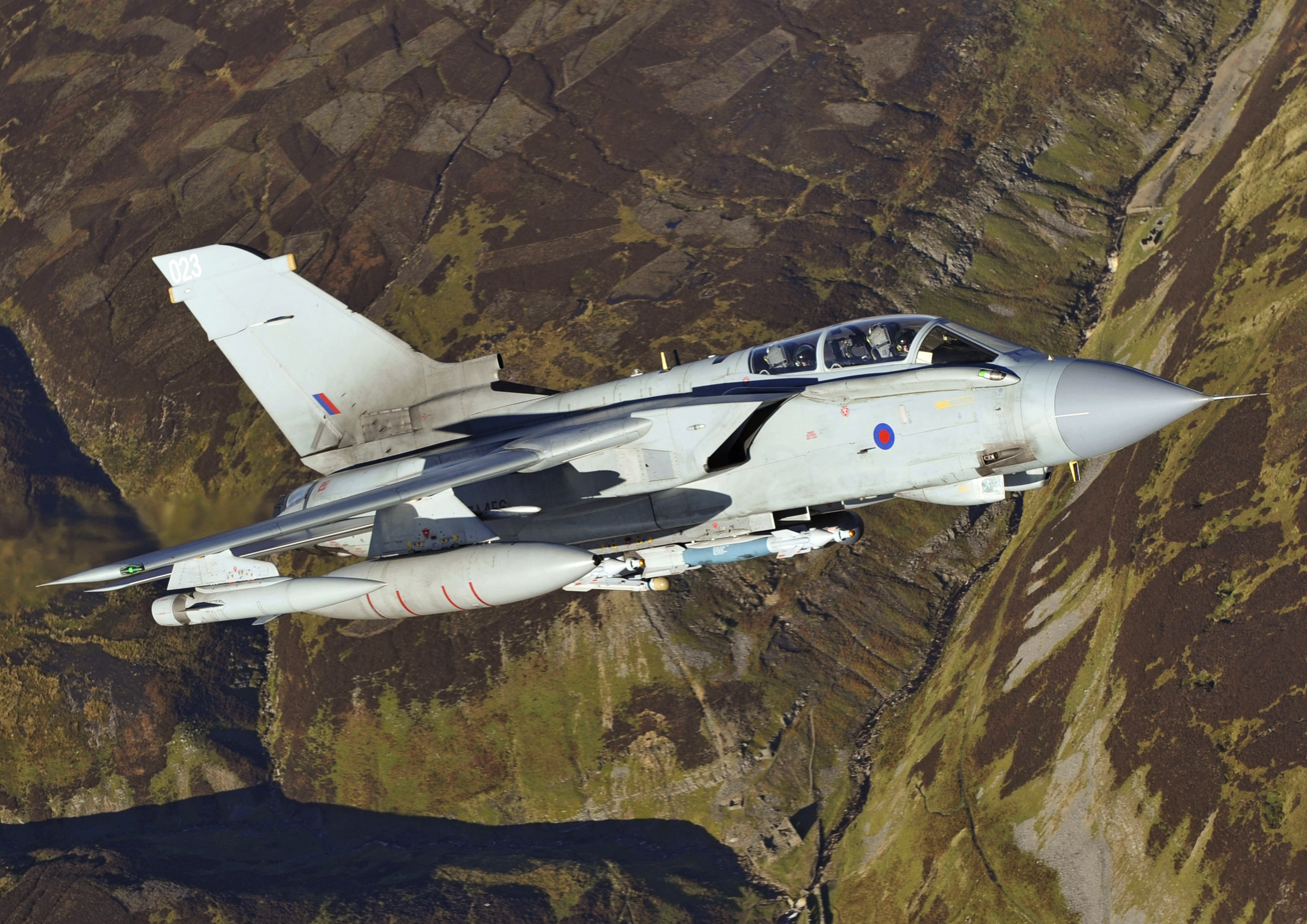
Un Panavia Tornado GR.4 del No. 9 Squadron in addestramento in previsione del dispiegamento in Afghanistan, ottobre 2012.

Nel dicembre 2012 il No. IX (B) Squadron tornò all'aeroporto di Kandahar, in Afghanistan, come parte dell'operazione HERRICK, subentrando al secondo squadrone. Il nono venne schierato per quattro mesi prima di tornare alla base aerea di Marham il 18 marzo 2013. Lo squadrone ha partecipato all'esercitazione Red Flag 14-1 presso la base aeronautica di Nellis, negli Stati Uniti, tra il 27 gennaio e il 14 febbraio 2014, operando a fianco e contro l'USAF, la US Navy, il corpo dei marines e la Royal Australian Air Force.
L'ultimo schieramento dello squadrone in Afghanistan avvenne nel giugno del 2014, quando presero nuovamente il posto del secondo squadrone prima di essere sostituiti dal trentunesimo nel settembre, che furono gli ultimi Tornado della RAF ad essere schierati. Per celebrare i 100 anni dello squadrone, il Tornado con numero di matricola ZA356 venne dipinto con una speciale livrea commemorativa per celebrare l'occasione.

#### 2014–2019: Op. SHADER
Dopo una riunione di emergenza presso le Briefing Rooms dell'ufficio di gabinetto l'11 agosto 2014, venne deciso di schierare i Tornado GR.4 della RAF dalla base aerea di Marham a quella di Akrotiri per aiutare a sostenere gli sforzi di aiuto ai rifugiati nelle montagne irachene del Sinjar che erano sotto attacco dal Daesh. Il 26 settembre il Parlamento votò a favore degli attacchi aerei contro l'ISIS, con i primi attacchi che avvennero il 30 settembre. Il No. IX(B) Squadron contribuì alle 1.300 missioni condotte dai Tornado GR.4 della RAF e dai Reaper MQ-9 della General Atomics durante il primo anno di azione contro lo Stato Islamico. L'8 dicembre 2014, i membri dello squadrone sia passati che presenti tennero un servizio a Saint-Omer per celebrare i 100 anni dalla prima formazione del nono squadrone. Il 2 dicembre 2015, in seguito all'approvazione del Parlamento per attacchi aerei in Siria, i Tornado GR.4 del No. IX (B) Squadron effettuarono lo stesso giorno della delibera attacchi sui giacimenti petroliferi di proprietà dell'ISIS ad al-Omar, in Siria.

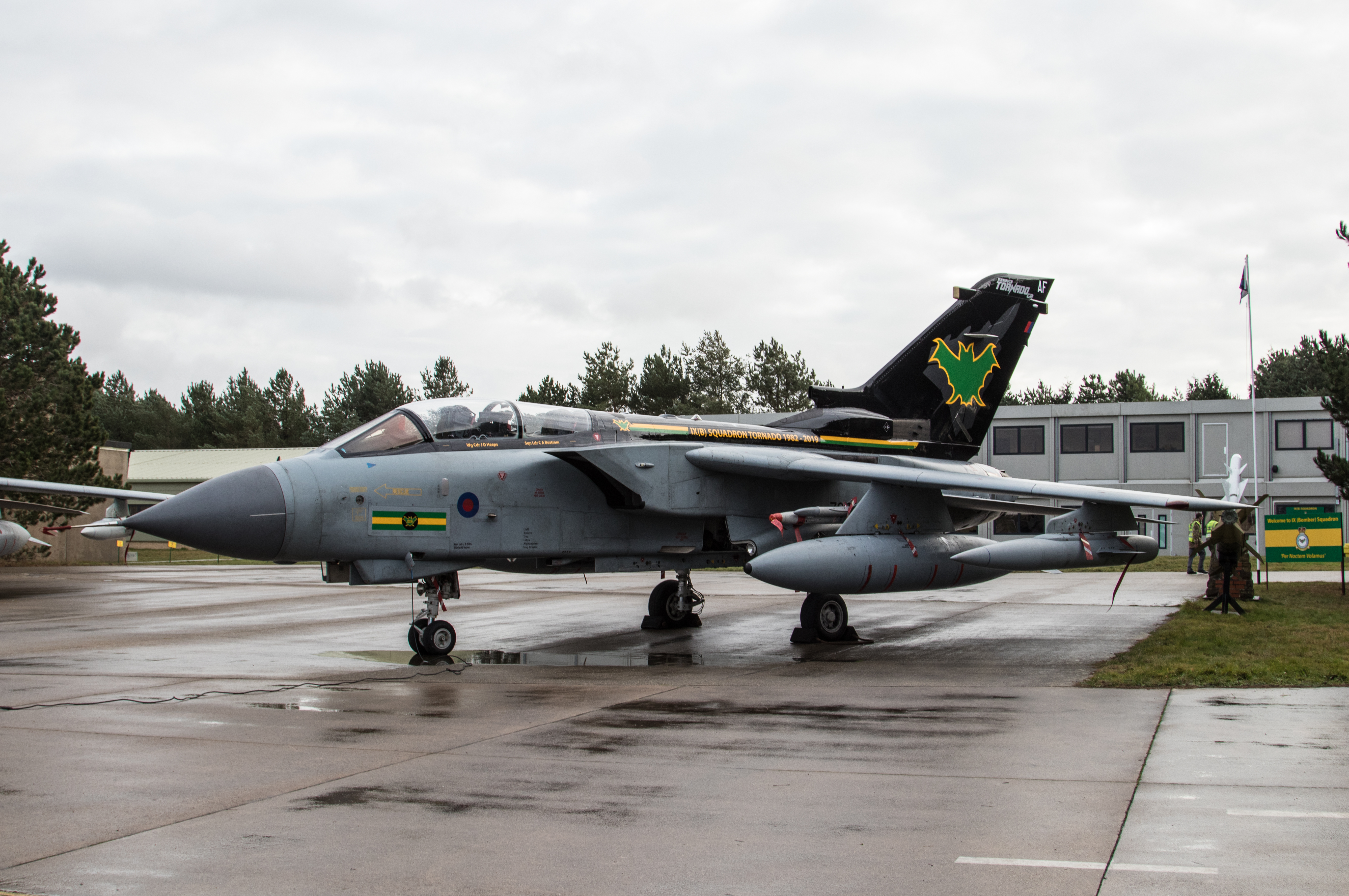
Il Tornado GR.4 nella livrea speciale in occasione del ritiro dal servizio del velivolo della Panavia Aircraft nel gennaio 2019.

Il 14 aprile 2018, l'equipaggio dello squadrone partecipò agli attacchi missilistici contro la Siria in risposta al sospetto attacco chimico del governo siriano a Douma. Il 10 luglio 2018, nove Tornado GR.4 del nono e del trentunesimo squadrone parteciparono a un flypast su Londra per celebrare il 100° anniversario della Royal Air Force. Il 6 novembre 2018, la RAF presentò il Panavia Tornado GR.4, con numero di matricola ZG775, in uno speciale programma commemorativo del No. IX(B) Squadron per celebrare i 37 anni di operazioni del veicolo dell'unità, risultando così il primo dei tre programmi di pensionamento dei Tornado ad essere reso pubblico.
Il 4 e 5 febbraio 2019, gli otto Tornado GR.4 del No. 9 e del No. 31 Squadron che erano stati schierati presso la RAF Akrotiri fecero ritorno presso la base aerea di Marham prima del ritiro ufficiale del Tornado avvenuto il 31 marzo 2019. Il IX (B) e il XXXI squadrone tennero una parata congiunta presso la propria base aerea il 14 marzo 2019 per celebrare l'imminente scioglimento della Tornado GR Force.
Sebbene il passaggio della parata sia stata l'ultima sortita pianificata del Tornado nel servizio della RAF, entrambi gli squadroni rimasero pronti per le operazioni fino alla data di fuori servizio del tipo, il 31 marzo 2019. I due comandanti di squadrone abbassarono simultaneamente i loro gagliardetti alle 09:31 (GMT) del giorno successivo, facendo del No. 9 il primo squadrone Tornado operativo al mondo e l'ultimo congiunto della RAF.

### Eurofighter Typhoon (dal 2019)

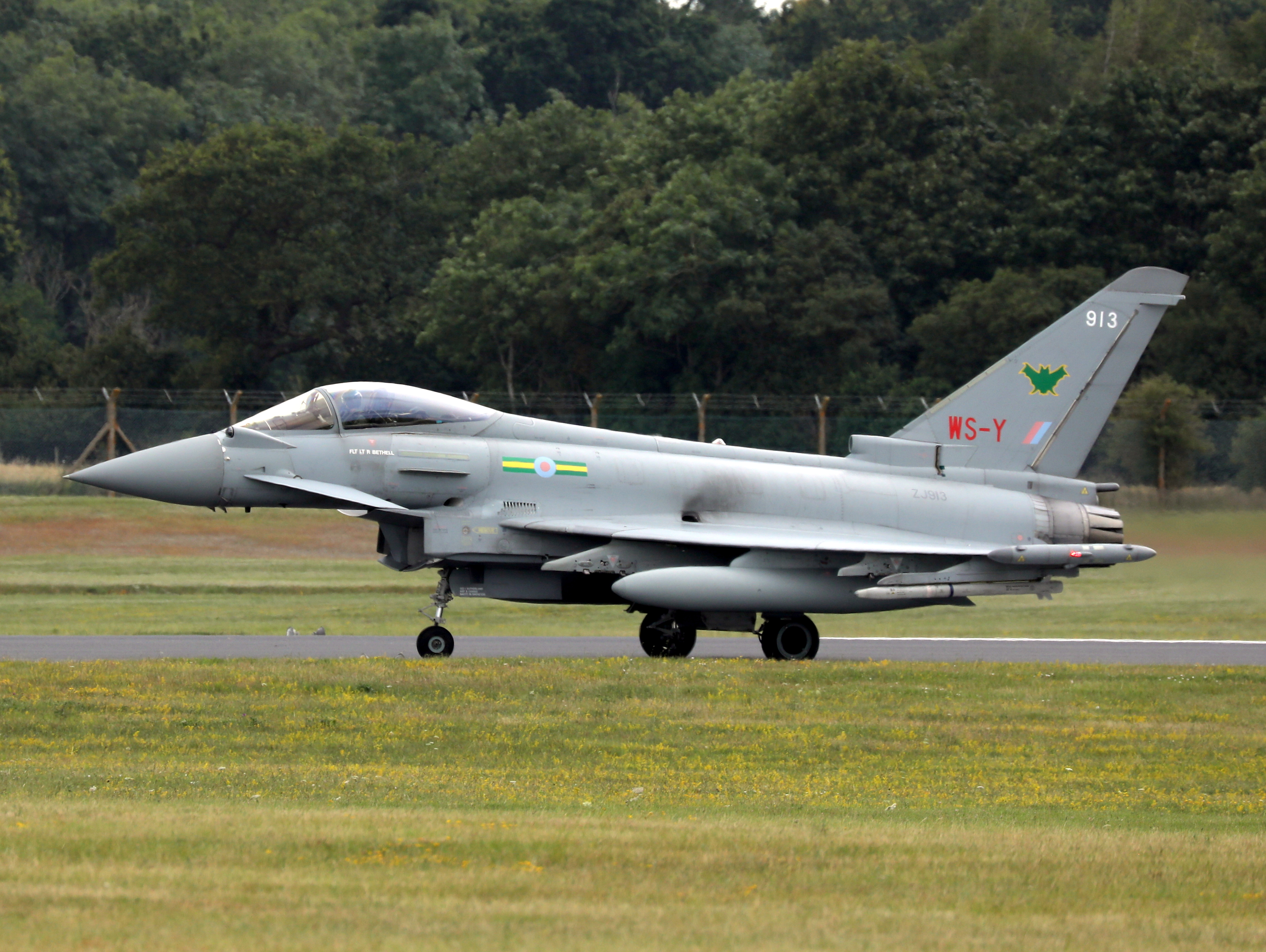
L'Eurofighter Typhoon FGR.4, con matricola ZJ913, del No. IX (B) Squadron al RIAT 2019.

Quattro Typhoon FGR4 (di matricola ZJ913, ZJ921, ZJ924 e ZJ935) vennero assegnati al No. IX (B) Squadron (designato) presso la base aerea di Lossiemouth nel febbraio 2019, il primo ad apparire nei contrassegni dello squadrone fu il 13 febbraio. Il No. 9 Squadron venne riequipaggiato come squadrone di aggressione e di difesa aerea operando sull'Eurofighter Typhoon Tranche 1 alle 09:31 (GMT) del 1 aprile 2019, continuando così il servizio ininterrotto dopo il ritiro del Tornado. Lo squadrone segnò il suo cambio di aereo, ruolo e posizione con un'ulteriore parata il 2 maggio 2019, dopo essersi riformato formalmente il 1 aprile.
Il 24 marzo 2020, lo squadrone ricevette l'onore di battaglia "Afghanistan 2001–2014" (senza diritto di blasone) da Sua Maestà la Regina Elisabetta II a causa della sua partecipazione all'Operazione Herrick. Per celebrare il 75º anniversario del VE Day l'8 maggio 2020, una coppia di Typhoon del nono squadrone effettuò un sorvolo su Edimburgo. Il 12 maggio 2020 il No. 9 Squadron prese parte all'esercitazione Point Blank 20-2 insieme ai Typhoon FGR4 delle basi aeree di Coningsby e di Lossiemouth, agli F-35B Lightnings della base di Marham, nonché agli F-15C Eagles del 493rd FS e agli F-15E Strike Eagles del 494th FS - con sede presso Lakenheath, nel Suffolk. Il 16 novembre dello stesso anno lo squadrone schierò i propri Typhoon nella base aerea di Konya, in Turchia, per condurre un addestramento insieme ai General Dynamics F-16 Fighting Falcons locali.
Il 23 aprile 2021, quattro Typhoon del No. 9 Squadron si schierarono nella base aerea di Mihail Kogălniceanu, in Romania, per svolgere un'azione di potenziamento della polizia aerea (eAP) per conto della NATO.
Nel marzo 2023, il nono squadrone eseguì un dispiegamento nella base aerea di Ämari, in Estonia, a sostegno dell'operazione Azotize, operando in tandem con il TLG 71 della Luftwaffe tedesca.

## Nella cultura di massa
- Negli anni sono stati prodotti vari modellini statici, di varie scale, dedicati al No. 9 Squadron. Tra le aziende di modellismo statico, la più iconica che ha rappresentato più volte lo squadrone è la Revell, tra i quali in scala 1:144 (Eurofighter Typhoon RAF 03796), 1:72 (Avro Lancaster Mk.I/III 04300, Tornado Twin Pack - 50th Anniversary Panavia Tornado 03801 e Tornado GR.1 RAF 04619) e 1:48 (Tornado GR.4 "Farewell" 03853), ma anche dall'azienda italiana Italeri, in scala 1:32 (Tornado GR.4 2513), e la britannica Airfix, in scala 1:72 (Vickers Welington Mk.IA/C 08019A).

## Aeromobili utilizzati
- Royal Aircraft Factory B.E.2a (dicembre 1914 – febbraio 1915)
- Farman MF.7 (dicembre 1914 – febbraio 1915; aprile 1915 – novembre 1915)
- Blériot XI (dicembre 1914 – marzo 1915; aprile 1915 – agosto 1915)
- Farman MF.11 (dicembre 1914 – marzo 1915)

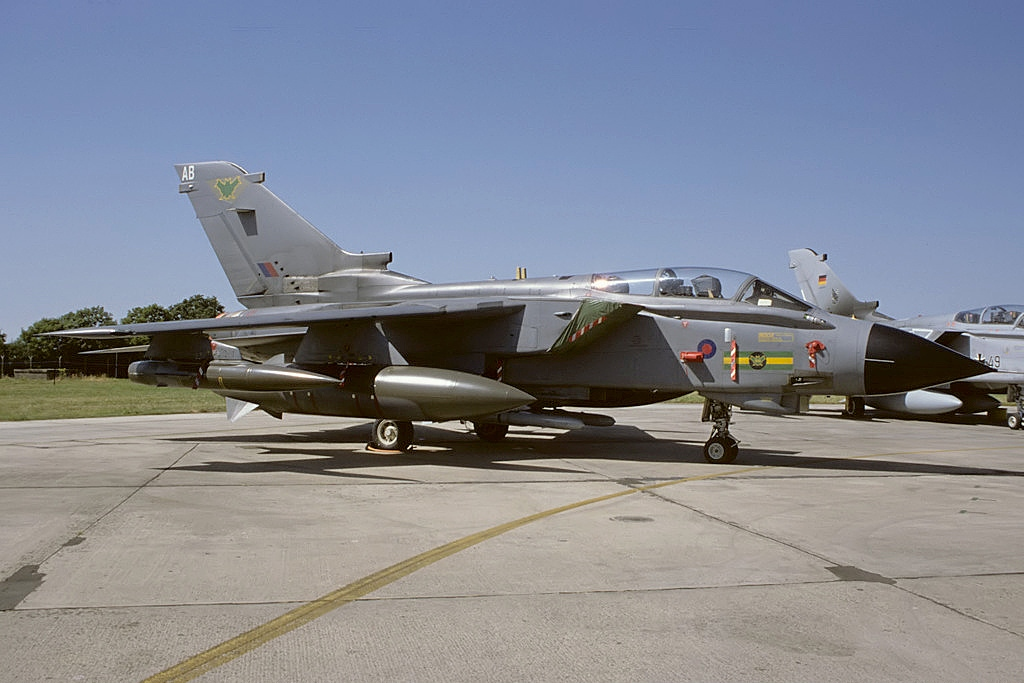
Un Panavia Tornado del IX Squadron al RIAT 1999, RAF Fairford.

- Un Panavia Tornado del IX Squadron al RIAT 1999, RAF Fairford.Blériot XI Parasol (gennaio 1915 – marzo 1915)
- Royal Aircraft Factory B.E.2b (gennaio 1915 – febbraio 1915)
- Royal Aircraft Factory B.E.2c (gennaio 1915 – febbraio 1915; agosto 1915 – ottobre 1916)
- Royal Aircraft Factory B.E.2 (aprile 1915 – luglio 1915)
- Royal Aircraft Factory B.E.8a (luglio 1915 – novembre 1915)
- Avro 504 (luglio 1915 – novembre 1915)
- Martinsyde S.1 (luglio 1915 – novembre 1915)
- Royal Aircraft Factory R.E.7 (novembre 1915 – novembre 1915)
- Bristol Scout (dicembre 1915 – giugno 1916)
- Royal Aircraft Factory B.E.2d (giugno 1916– settembre 1916)
- Royal Aircraft Factory B.E.2e (agosto 1916 – giugno 1917)
- Royal Aircraft Factory R.E.8 (maggio 1917 – maggio 1919)
- Bristol F.2b (luglio 1918 – ottobre 1918; febbraio 1919 – luglio 1919)
- Vickers Vimy (aprile 1924 – ottobre 1925)
- Vickers Virginia Mk.IV (settembre 1924 – marzo 1927)
- Vickers Virginia Mk.V (gennaio 1925 – maggio 1926)
- Vickers Virginia Mk.VI (giugno 1925– aprile 1927)
- Vickers Virginia Mk.VII (luglio 1926 – giugno 1930)
- Vickers Virginia Mk.VIII (gennaio 1927 – marzo 1927)
- Vickers Virginia Mk.IX (luglio 1927 – febbraio 1932)
- Vickers Virginia Mk.X (gennaio 1929 – aprile 1936)
- Handley Page Heyford Mk.III (marzo 1936 – maggio 1939)Vickers Wellington Mk I del No. 9 squadron in volo, 1939.

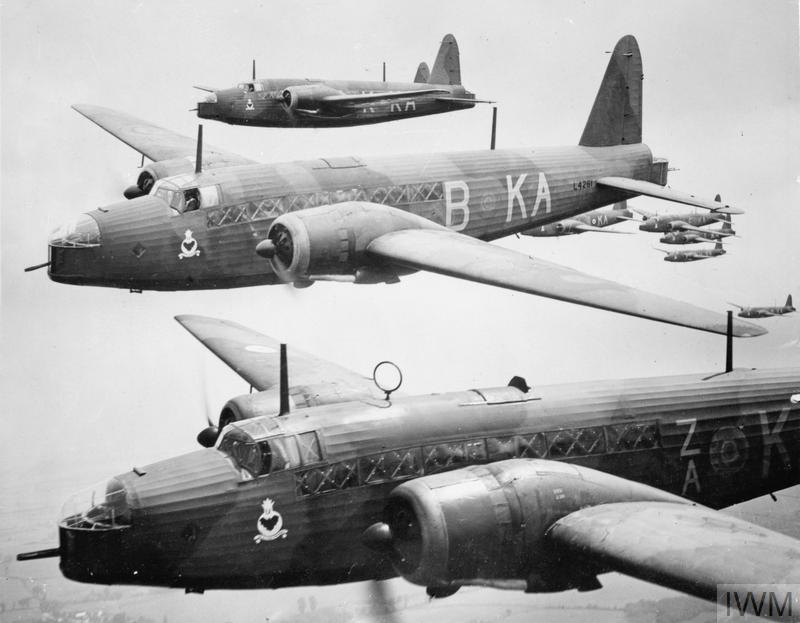
Vickers Wellington Mk I del No. 9 squadron in volo, 1939.

- Vickers Wellington Mk.I (gennaio 1939 – dicembre 1939)
- Vickers Wellington Mk.Ia (settembre 1939 – settembre 1940)
- Vickers Wellington Mk.Ic (febbraio 1940 – ottobre 1941; maggio 1942 – gennaio 1942)
- Vickers Wellington Mk.II (marzo 1941 – agosto 1941)
- Vickers Wellington Mk.III (luglio 1941 – agosto 1942)
- Avro Lancaster Mk.I (settembre 1942 – dicembre 1945; maggio 1946 – luglio 1946)
- Avro Lancaster Mk.III (settembre 1942 – dicembre 1945; maggio 1946 – luglio 1946)
- Avro Lancaster Mk.VII (novembre 1945 – aprile 1946)
- Avro Lincoln B.2 (luglio 1946 – maggio 1952)
- English Electric Canberra B.2 (maggio 1952 – giugno 1956)
- English Electric Canberra B.6 (settembre 1955 – luglio 1961)
- Avro Vulcan B.2 (aprile 1962 – aprile 1982)
- Panavia Tornado GR.1 (gennaio 1982 – 1999)
- Panavia Tornado GR.4 (maggio 1998 – marzo 2019)
- Eurofighter Typhoon FGR.4 (febbraio 2019 – oggi)

## Galleria d'immagini

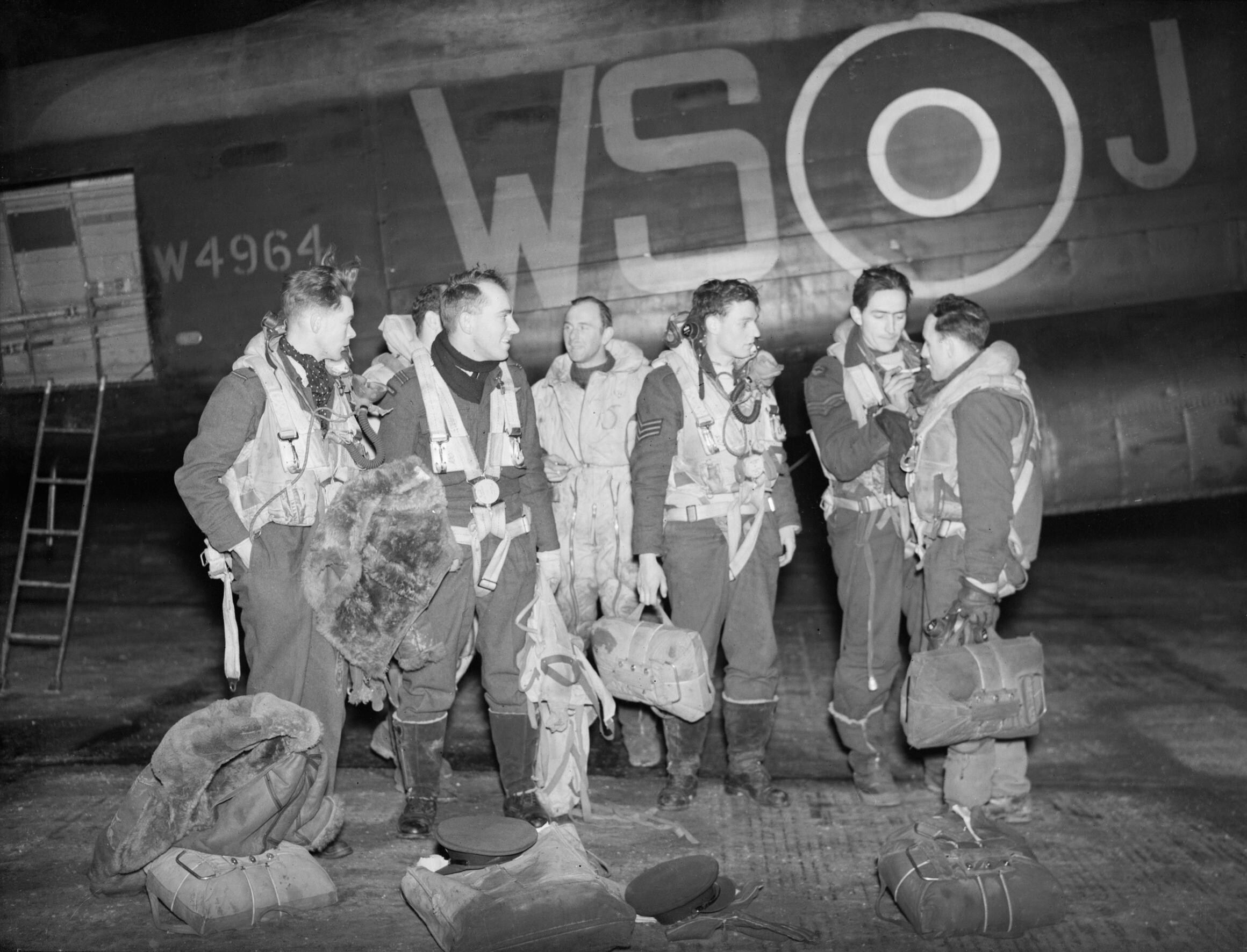
Un equipaggio del No. IX (Bomber) Squadron poco dopo il ritorno da un raid nel gennaio del 1944.
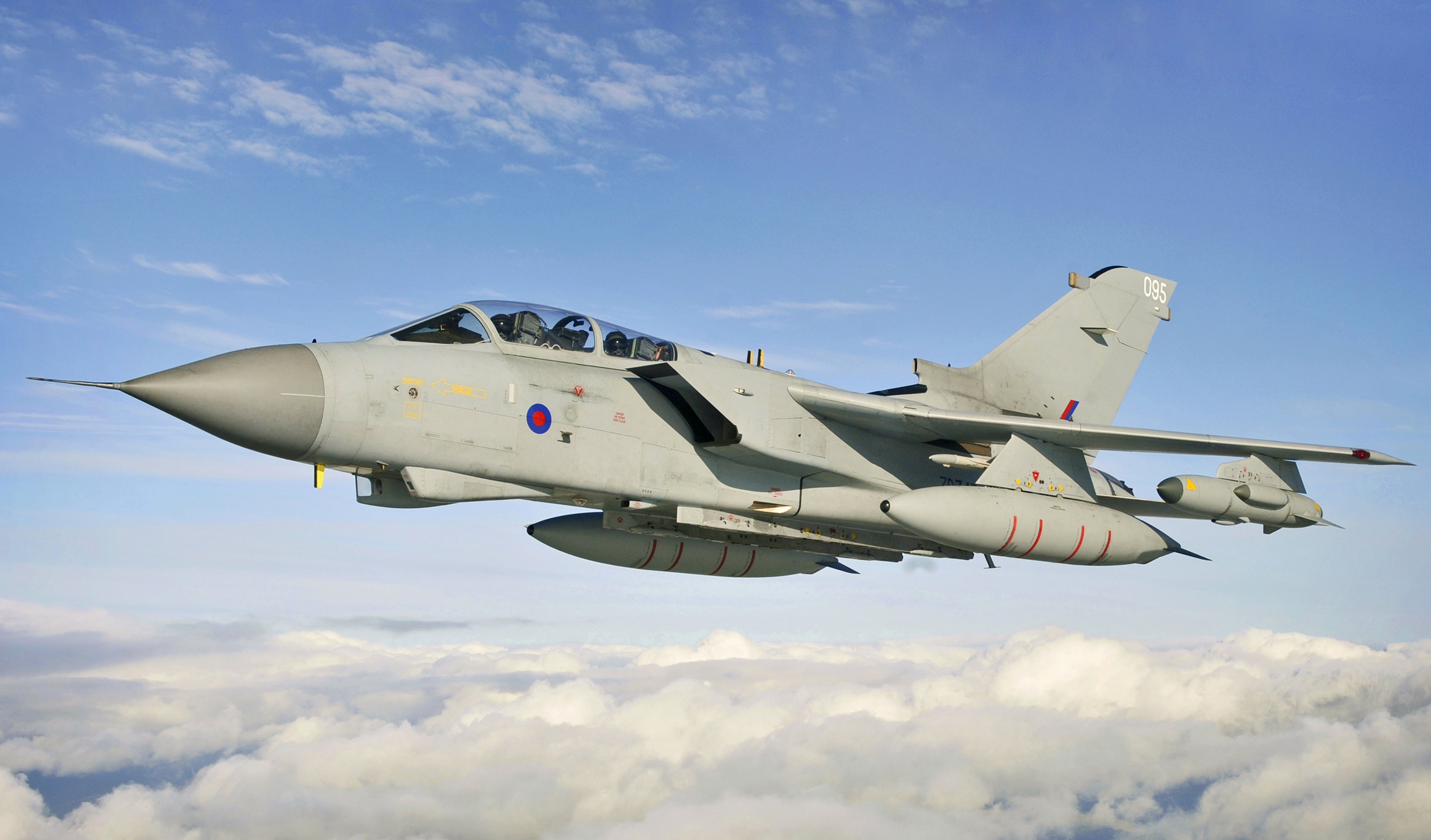
Un Panavia Tornado GR.4 durante un volo di addestramento nell'ottobre del 2012.
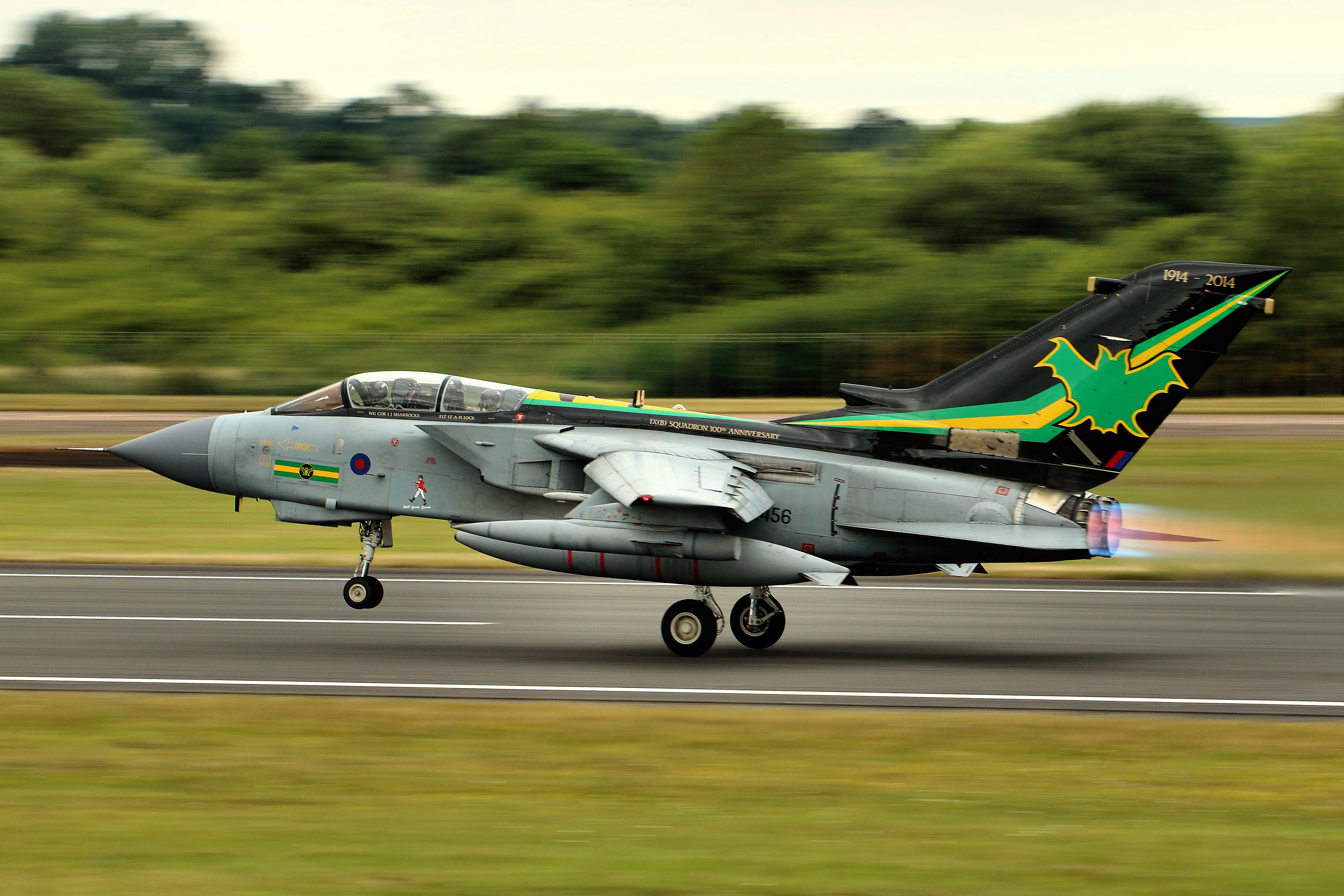
Il Panavia Tornado GR.4 (ZA456) al RIAT 2015 con la livrea speciale per i 100 anni del No. 9 Squadron.
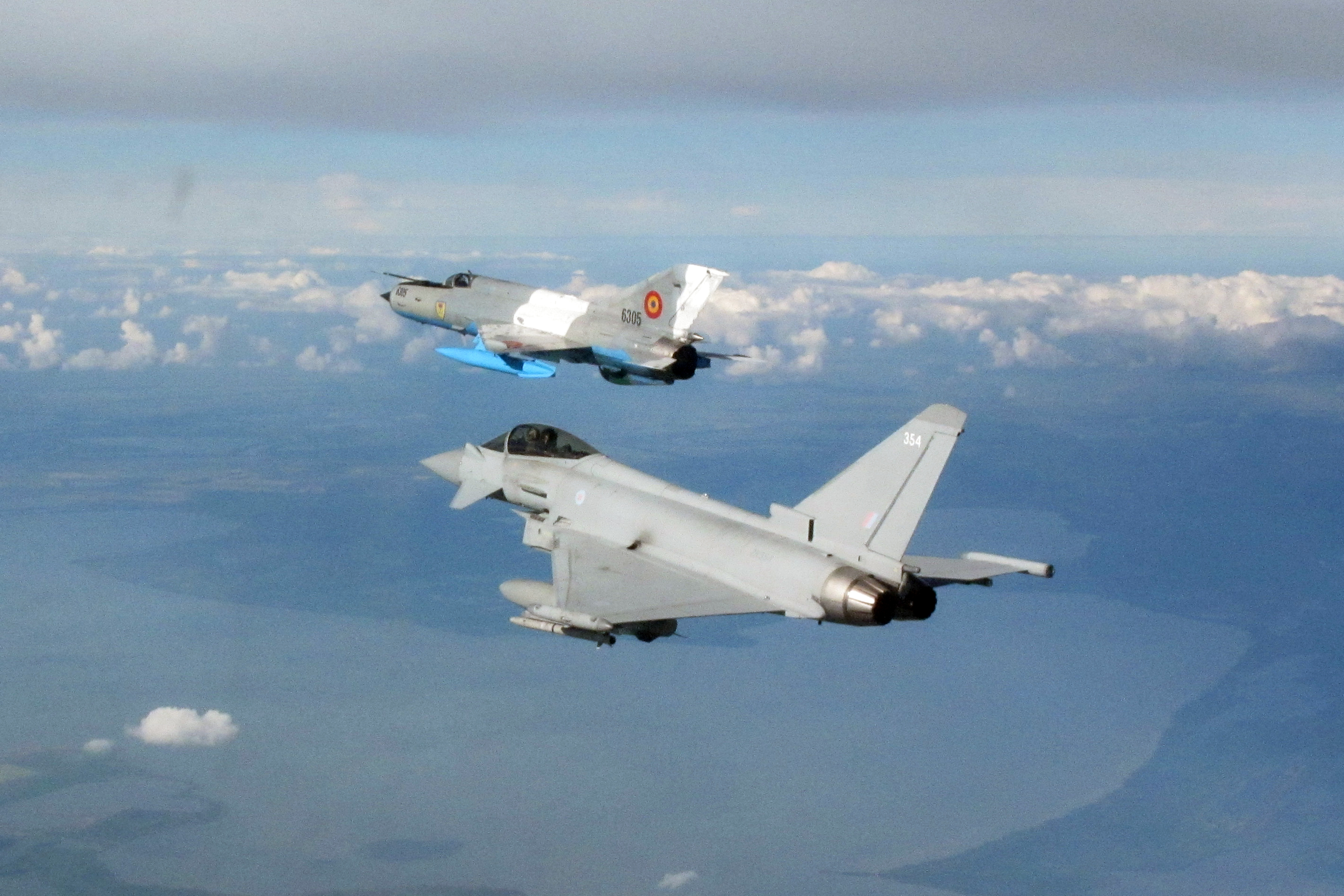
Un Eurofighter Typhoon del No. 9 Squadron in volo con un MiG-21MF Lancer C romeno nel 2021.
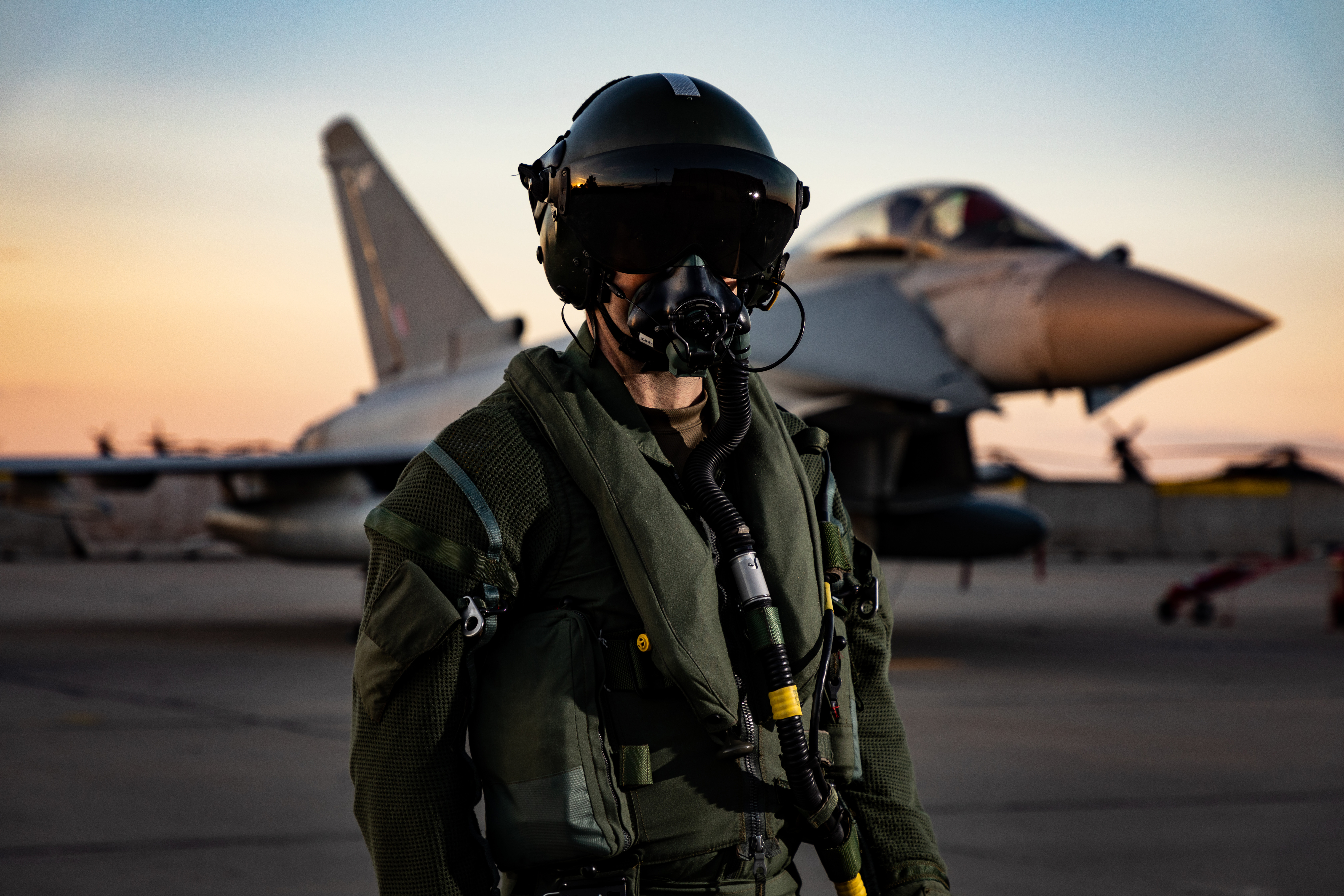
Wing Commander della RAF con l'Eurofighter Typhoon durante l'operazione Biloxi in Romania.